# 托伊沃·许蒂埃宁
托伊沃·许蒂埃宁（芬蘭語：Toivo Hyytiäinen，1925年11月12日—1978年10月21日），芬兰男子田径运动员，主攻标枪。他曾代表芬兰参加1952年夏季奥林匹克运动会田径比赛，获得男子标枪铜牌。